# Gare de Montreuil-sur-Thérain
Gare de Montreuil-sur-Thérain vasútállomás Franciaországban, Montreuil-sur-Thérain településen.

## Vasútvonalak
Az állomást az alábbi vasútvonalak érintik:
- Creil-Beauvais-vasútvonal

## Kapcsolódó állomások
A vasútállomáshoz az alábbi állomások vannak a legközelebb:
- Gare de Villers-Saint-Sépulcre
- Gare de Rochy-Condé